# ياسميناوية
الياسميناوية (الاسم العلمي: Jasmineae) هي قبيلة من النباتات تتبع فصيلة الزيتونية من الرتبة الشفويات.

## أجناس الياسميناوية
- الياسمين
- المينودورة